# Epidapus iucundus
Epidapus iucundus är en tvåvingeart som beskrevs av Werner Mohrig 2004. Epidapus iucundus ingår i släktet Epidapus och familjen sorgmyggor. Inga underarter finns listade i Catalogue of Life.